# Oberonia oligotricha
Oberonia oligotricha är en orkidéart som beskrevs av Rudolf Schlechter. Oberonia oligotricha ingår i släktet Oberonia och familjen orkidéer. Inga underarter finns listade i Catalogue of Life.